# Lista de atletas brasileiros nos Jogos Olímpicos de Inverno de 1992
A lista a seguir discrimina os atletas brasileiros que participaram da Albertville 1992, independentemente de terem logrado êxito na busca por medalhas.
Nos Jogos Olímpicos de Inverno de 1992, os Jogos de Inverno de número XVI, em Albertville, na França, o Brasil participou de sua décima sexta Olimpíada, sendo a primeira participação nos Jogos de Inverno, com 7 atletas, sendo 6 homens e 1 mulher, todos disputando cinco modalidades de apenas um esporte: O esqui alpino.
Subsedes:
A cidade sede recebeu as competições de patinação artística, patinação de velocidade e patinação de velocidade em pista curta, além das cerimônias de abertura e de encerramento. As demais provas aconteceram nas seguintes subsedes: Val d'Isère, Les Ménuires e Méribel (esqui alpino); Méribel também abrigou o torneio de hockey no gelo; Pralognan-la-Vanoise (curling); La Plagne (bobsled e luge); Les Arcs (patinação de velocidade); Courchevel (combinado nórdico e salto de esqui); Tignes (esqui estilo livre e algumas provas da patinação astística); Les Saisies (biatlo, esqui cross-country e combinado nórdico).
Destaque:
O melhor desempenho da missão chefiada por Domingos Giobbi foi da única mulher da delegação, Evelyn Schuler, que no "esqui slalom gigante" terminou o torneio na 40.ª colocação.
Abaixo segue a relação dos esportistas brasileiros participantes da Albertville 1992.

## Esqui alpino
Masculino
| Atleta                  | Modalidade     | Rodada 1            | Rodada 2            | Total           | Total           | Referências(s) |
| Atleta                  | Modalidade     | Resultado Colocação | Resultado Colocação | Resultado final | Colocação final | Referências(s) |
| ----------------------- | -------------- | ------------------- | ------------------- | --------------- | --------------- | -------------- |
| Lothar Christian Munder | downhill       | _                   | _                   | 2:07.34         | 41.°            | [ 4 ]          |
| Lothar Christian Munder | super-G        | _                   | _                   | 1:21.07         | 55.°            | [ 5 ]          |
| Sérgio Schuler          | super-G        | _                   | _                   | 1:27.41         | 75.°            | [ 6 ]          |
| Sérgio Schuler          | slalom gigante | 1:22.31 80.°        | 1:20.30 64.°        | 2:42.61         | 64.°            | [ 7 ]          |
| Sérgio Schuler          | slalom         | DNF 109.°           | _                   | DNF             | 108.°           | [ 8 ]          |
| Marcelo Apovian         | super-G        | _                   | _                   | 1:27.87         | 76.°            | [ 9 ]          |
| Marcelo Apovian         | slalom gigante | 1:23.07 =84.°       | 1:24.97 76.°        | 2:48.04         | 73.°            | [ 10 ]         |
| Marcelo Apovian         | slalom         | DNF 111.°           | _                   | DNF             | 110.°           | [ 11 ]         |
| Hans Egger              | super-G        | _                   | _                   | 1:35.88         | 86.°            | [ 12 ]         |
| Hans Egger              | slalom gigante | 1:27.47 95.°        | DNF 103.°           | DNF             | 105.°           | [ 13 ]         |
| Hans Egger              | slalom         | 1:11.95 62.°        | 1:12.56 48.°        | 2:24.51         | 48.°            | [ 14 ]         |
| Robert Scott Detlof     | slalom         | 2:06.00 80.°        | 1:12.58 49.°        | 3:18.58         | 63.°            | [ 15 ]         |
| Fábio Igel              | slalom gigante | 1:28.83 98.°        | DNF 111.°           | DNF             | 106.°           | [ 16 ]         |

Combinado
| Atleta                  | Modalidade                | Downhill            | Slalom             | Slalom             | Total      | Total     | Referência(s) |
| Atleta                  | Modalidade                | Resultado Colocação | Rodada 1 Colocação | Rodada 2 Colocação | Pontuação  | Colocação | Referência(s) |
| ----------------------- | ------------------------- | ------------------- | ------------------ | ------------------ | ---------- | --------- | ------------- |
| Lothar Christian Munder | combinado downhill slalom | 1:57.01 50.°        | 1:07.26 39.°       | DNF 39.°           | 122.73 DNF | 39.°      | [ 17 ]        |

Feminino
| Atleta         | Modalidade     | Rodada 1            | Rodada 2            | Total           | Total           | Referências(s) |
| Atleta         | Modalidade     | Resultado Colocação | Resultado Colocação | Resultado final | Colocação final | Referências(s) |
| -------------- | -------------- | ------------------- | ------------------- | --------------- | --------------- | -------------- |
| Evelyn Schuler | super-G        | _                   | _                   | 1:48.74         | 46.°            | [ 18 ]         |
| Evelyn Schuler | slalom gigante | 1:26.62 49.°        | 1:31.70 40.°        | 2:58.32         | 40.°            | [ 19 ]         |